# Richard-Heinrich Giese

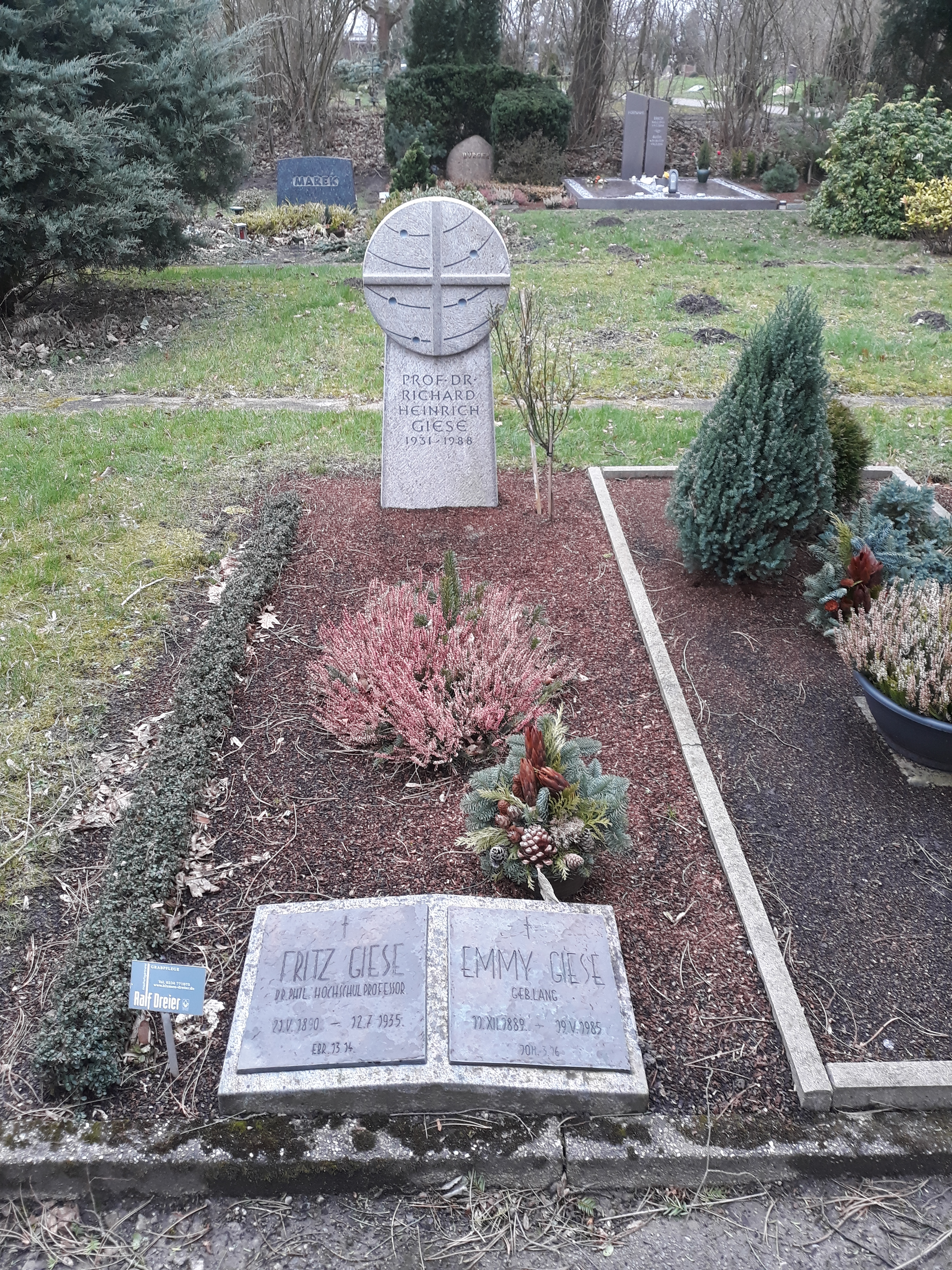
Das Grab von Richard-Heinrich Giese und seiner Eltern auf dem Friedhof Querenburg in Bochum.

Richard-Heinrich Giese (* 13. September 1931 in Stuttgart; † 13. Juni 1988 in Bochum) war ein deutscher Astrophysiker.

## Leben und Wirken
Richard Giese, der schon in seiner Schulzeit in Ansbach seine Liebe zur Astronomie entdeckt hatte, studierte zunächst an der Technischen Hochschule Stuttgart Physik. An der Universität Tübingen setzte er sein Studium unter Hinwendung zur Astronomie fort und begann bei Professor Heinrich Friedrich Siedentopf über die Streuung von Licht an Staubteilchen zu arbeiten. Er schloss sein Studium 1958 mit Diplom ab, dem 1961 seine Promotion über die "Streuung elektromagnetischer Strahlung an absorbierenden und dielektrischen kugelförmigen Teilchen" folgte.
Nach zwei mehrmonatigen Forschungsaufenthalten in den USA am Smithsonian Institute in Cambridge (Massachusetts) habilitierte er sich dann 1964 in Tübingen mit "Untersuchungen über eine Methode zur optischen Bestimmung der Rotationsachse künstlicher Satelliten". Im gleichen Jahr wechselte er an das Max-Planck-Institut für extraterrestrische Physik in Garching. Dort arbeitete er vor allem an der Entwicklung von Modellvorstellungen zur Staubentwicklung im Sonnensystem und befasste sich ferner mit der Bestimmung von Dichten in der Hochatmosphäre mittels der Beobachtung von expandierenden Neutralgaswolken (von Raketen aus dort künstlich erzeugt).
1966 nahm Richard Giese einen Ruf an die Ruhr-Universität Bochum als Wissenschaftlicher Abteilungsleiter und Professor für Geowissenschaften und Astronomie an. Hier baute er in den folgenden Jahren den Bereich Extraterrestrische Physik auf. Er betreute zahlreiche Diplomanden und Doktoranden.
Gieses Forschungsinteressen galten vornehmlich der Untersuchung des Staubes im Sonnensystem sowie der Aerosole in der Erdatmosphäre unter Ausnutzung der Lichtstreuung an den Teilchen. Ergänzt wurden seine theoretischen Forschungen durch experimentelle Mikrowellenanalogieversuche und später um Laserlichtexperimente. Der Weltraumforschung war Richard Giese aufs Engste verbunden. Seine Arbeiten begleiteten die Raketenexperimente der Garchinger Zeit, und er war mit einem eigenen Forschungsvorhaben an der Raumsonden-Mission Helios sowie in einer internationalen Kooperation an der Giotto-Mission zum Halleyschen Kometen beteiligt und an einem Experiment auf der ESA-Raumsonde.

## Würdigung, Ehrenämter
Richard Giese erwarb mit seinen Forschungen auf dem Gebiet der Lichtstreuung und seiner Anwendung auf die interplanetare Staubwolke hohe internationale Reputation für sich und seine Arbeitsgruppe.
Von 1982 bis 1985 war er Präsident der Kommission 21 (Nachthimmelsleuchten) der Internationalen Astronomischen Union. Er war Vorstandsmitglied der Astronomischen Gesellschaft und der Arbeitsgemeinschaft für Extraterrestrische Physik. Außerdem war er u. a. als Gutachter bei der Deutschen Forschungsgemeinschaft, der DFVLR und in der Bundesjury der Stiftung "Jugend forscht" tätig.

## Veröffentlichungen
Zu einer größeren Anzahl von Veröffentlichungen als Autor und Mitautor gehören drei Fachbücher Gieses über Weltraumforschung und Astronomie und Unterrichtsmaterialien für die Behandlung astronomischer Themen im Physikunterricht an Schulen.
- Richard Heinrich Giese: Einführung in die Astronomie. Bibliographisches Institut, Mannheim-Wien-Zürich 1984. Lizenzausg. d. Wiss. Buchges., Darmstadt, ISBN 3-411-01686-8
- Astronomie III, Übungsaufgaben aus Astronomie und Raumfahrt mit ausführlichen Lösungen, 1979
- Erde, Mond und benachbarte Planeten, Bibliogr. Institut, Mannheim 1969
- Untersuchungen über eine Methode zur optischen Bestimmung der Rotationsachse künstlicher Satelliten, Tübingen 1964
- Weltraumforschung Band I und II, Hochschultaschenbuch 107/107a, Bibliogr. Institut, Mannheim 1966